# جون مكدوال ستيوارت
جون مكدوال ستيوارت (بالإنجليزية: John McDouall Stuart) (ولد 7 سبتمبر 1815 – توفي 5 يونيو 1866) هو مستكشف اسكتلندي وهو أحد أشهر من استكشفوا دواخل أستراليا.
قاد ستيوارت أول حملة ناجحة لاجتياز البر الرئيسى الأسترالي من الجنوب إلى الشمال ثم العودة، وأول من فعل ذلك من نقطة بداية في جنوب أستراليا، وحقق هذا رغم الدعم المحدود من حكومة جنوب أستراليا. ضمنت خبرته والرعاية التي أظهرها لفريقه عدم فقدان رجل في الرحلة، رغم من قسوة الأرض التي واجهها.
سمحت استكشافات ستيوارت في النهاية ببناء خط التلغراف الأسترالي البر والطريق الرئيسي من بورت أوغستا إلى داروين، والذي يعرف الآن باسم طريق ستيوارت السريع تكريما له.

## روابط خارجية
- جون مكدوال ستيوارت على موقع الموسوعة البريطانية (الإنجليزية)
- جون مكدوال ستيوارت على موقع إن إن دي بي (الإنجليزية)